# Angriff (musikgrupp)
Angriff är en svensk nationalsocialistisk musikgrupp som spelar vit makt-musik. 

## Skivor
- 2005, Välkommen till riket
- 2005, Throne of Rats
- 2004, Forbidden Rage
- 2007, För Frihet
- 2008, Dödens Glimt (Anfall)

## Splitskivor
- 2006, Angriff/Blodsband - Edsvuren, Lag [2003:148], 2006
- 2007, Angriff/Tears Of God/Titania - Nordic Wrath
- Berserker vol.2 (medverkar med låten Sjukdom)
- Day Of The Rope vol.2 (medverkar med låten Final Fight)